# بيير لابوينت
بيير لابوينت (بالإنجليزية: Pierre Lapointe)‏ مواليد 23 مايو 1981 في كيبك، كندا، هو مغني وكاتب غنائي وموسيقي كندي

## وصلات خارجية
- بيير لابوينت على موقع IMDb (الإنجليزية)
- بيير لابوينت على موقع ميوزك برينز (الإنجليزية)
- بيير لابوينت على موقع أول ميوزيك (الإنجليزية)
- بيير لابوينت على موقع ديسكوغز (الإنجليزية)
- بيير لابوينت على موقع قاعدة بيانات الفيلم (الإنجليزية)

- الموقع الإلكتروني